# ألجيرنون سيدني بادغر
ألجيرنون سيدني بادغر هو سياسي أمريكي، ولد في 28 أكتوبر 1839 في بوسطن في الولايات المتحدة، وتوفي في 9 مايو 1905 في نيو أورلينز في الولايات المتحدة. نشط حزبياً في الحزب الجمهوري.